# Виба Ананд
Виба Ананд (енгл. Vibha Anand; Mумбај, 8. септембар 1990) је индијска глумица.

## Филмографија
| Улоге Виба Ананд |              |               |         |          |
| Година           | Српски назив | Изворни назив | Улога   | Напомена |
| 2008–2010        | Мала невеста |               | Сугнa   |          |
| 2011             | —            |               | Лаксми  |          |
| 2008–2009        | —            |               | Кангана |          |
| 2009–2010        | —            |               | Нармата |          |
| 2010             | —            |               | Напур   |          |